# Фенеос (равнина)
Фенеос (Фенейская равнина,  Фенеатская долина, греч. Φενεού λεκάνη) — равнина в Греции, на Пелопоннесе, в Коринфии, между горами Ароанией (Хелмос, на северо-западе), Олийиртос (на юго-востоке) и Килини (Зирия, на северо-востоке). Представляет собой глубокую впадину, как бы воронку. Равнина неоднократно превращалась в озеро (Λίμνη Φενεού). В XVIII веке озеро это достигало значительных размеров и более 200 м глубины. Потом оно уменьшилось. Это озеро характеризовалось периодическими колебаниями, которые были связаны с изменением климата. В 1830 году оно имело глубину 40—50 м и длину около 8 км. В 1833 году образовался подводный сток — понор (греч. καταβόθρα) и вода вытекла к истокам реки Ладон, в районе деревни Ликурия. Озеро почти осушилось, и от него остались только два небольших болота, а в 1850 году глубина его снова достигала 60 м. С тех пор уровень воды снова начал уменьшаться.

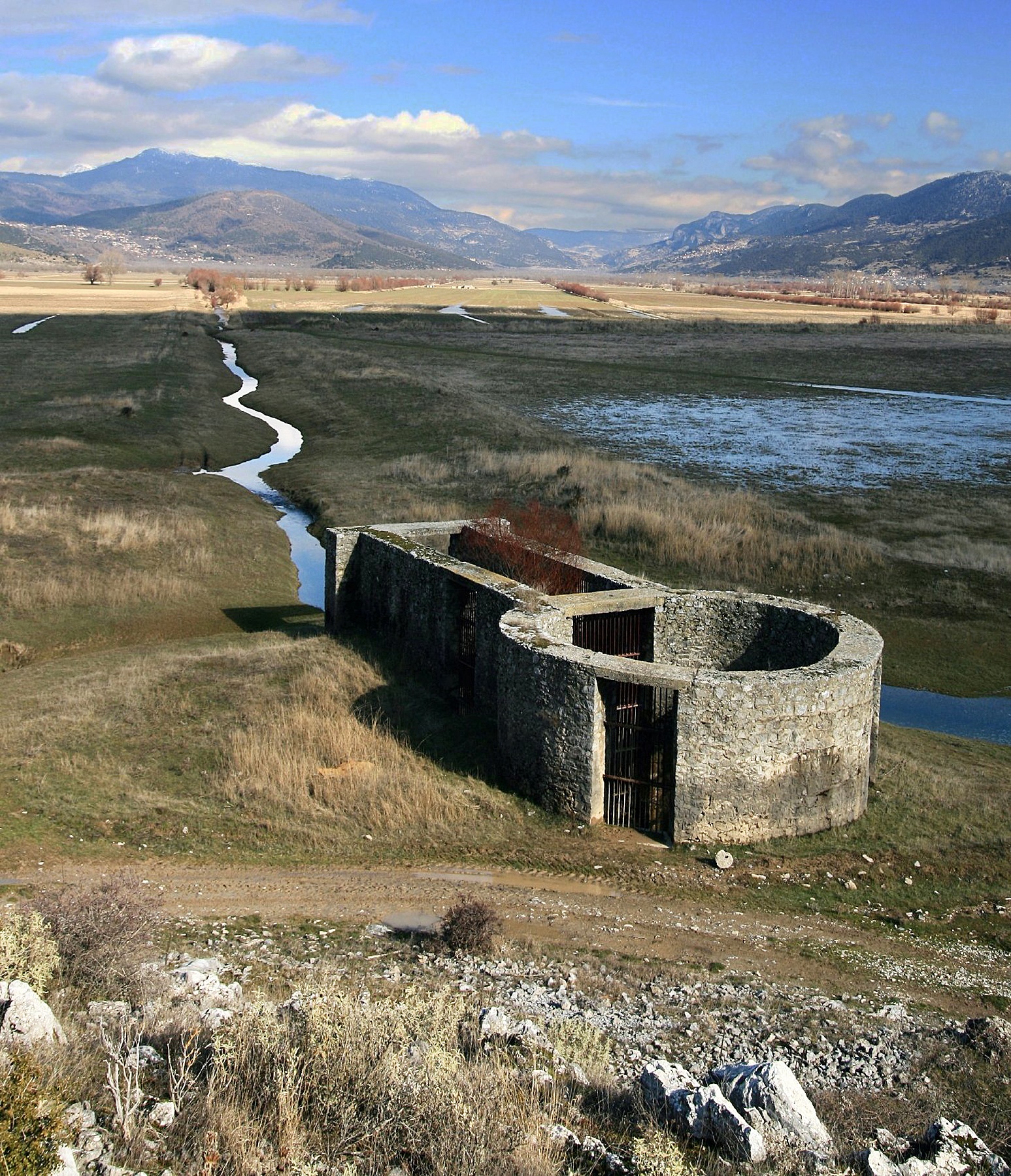
Понор (καταβόθρα) на равнине Фенеос

На склонах гор у северо-западного края равнины расположены деревни Фенеос и Архея-Фенеос (Каливия). У деревни Архея-Фенеос находился древний город Феней.
Близ города Фенея проходили проложенные, по преданию, руками Геракла горные каналы для отвода воды, собиравшейся сюда из равнины. Геракл жил в Фенее у своей бабушки Лаономы, дочери Гунея, матери Амфитриона, после того как его изгнал Еврисфей из Тиринфа. По сообщаемому Павсанием преданию, фенейская равнина была когда-то постигнута таким наводнением, что древний Феней был совершенно затоплен. Во времена Павсания на горах оставались ещё следы высокого подъёма воды.